# Star☆Twinkle 光之美少女 滿懷思念的星之歌
《Star☆Twinkle 光之美少女 滿懷思念的星之歌》是日本一部在2019年10月29日上映的动画电影。

## 概述
本作为光之美少女系列的第27部、《Star☆Twinkle 光之美少女》的正式独立电影。于2019年6月2日发布了第一张视觉图，同月24日公开了海报和主要制作人员。
对于本作品的概念，东映动画的制作人村濑亚季表示：“如同穿越夜空的‘流星’般浪漫的电影，满是闪闪发光的梦想与心跳，但又有些悲伤的故事”。为了表达这一概念以及村濑和导演田中裕太抱有的世界观、愿景和思想，委托插画家用水彩画的笔触制作了绘本风格的视觉图，分为由光和拉拉仰望宇宙的“地球Ver.”与向地球洒落的失散流星“宇宙ver.”，并分别配以“唱歌吧，成为路标吧。”和“我们大家都在旅行中。”的标语。
描述了光和她的朋友们通过与无法用语言沟通的神秘生物优玛的互动，知道优玛对“歌”的反应，并且通过“歌”加深了他们之间的羁绊并共同成长的故事。
导演由曾执导《Go! Princess 光之美少女》和《魔法使 光之美少女！奇跡的變身！莫夫倫天使！》的田中裕太担任，剧本则由同样参与过这两部作品的田中仁执笔。角色设计和总作画监督是，音乐由参与过《光之美少女 Miracle Universe》的林友树和橘麻美继续担任。
歌手及演员知念里奈将以特邀配音演员的身份首次参加光之美少女系列，扮演星空警察玛丽·安，同时负责演唱由为该系列创作了许多音乐的大森祥子与高木洋创作的主题曲《Twinkle Stars》。作为两个孩子的母亲，知念里奈一直有接触光之美少女系列，也很高兴接受这一角色，扮演的角色玛丽·安对她来说“是一个非常顽皮、马虎但迷人的角色，希望可以演绎好这样的角色”，对于主题曲则称“歌词中充满了关于电影主题‘羁绊’的信息，即便是成年人的我也深受感动。我演唱的主题曲是电影中诞生的‘歌’，具有着非常重要的意义。我很期待以自己的方式去表达这首特别的歌曲。”作为此次剧中敌人的太空猎人，由声优咲野俊介与石川由依，搞笑艺人组合ラーメンズ的片桐仁，以及初次进行配音的演员濱津隆之与駒木根隆介担任声优。此外，朝日放送電視台的“キャスト”栏目也将作为剧中节目出现，由该节目的主持人上田剛彦本人出演。
本作品也继续使用该系列电影惯用的“奇迹之光”观众参与系统，这次将向初中生以下的儿童分发以“治愈之星”和“治愈银河”为灵感的“奇迹♡星光” 。电影开幕时对手电的解释，由星奈光、芙娃、普伦斯进行。此外，在预售票附赠的特典背面，印有的歌词以及可以提前收听歌曲的二维码。
电影上映后，作为特别报道，宣布《光之美少女 Miracle Leap 與大家不可思議的一天》将于2020年3月20日上映。

### 票房、评价等
2019年10月19日至20日电影上映的前两天，据统计全日本230块银幕总计观影人次达14.1万，票房收入达1.6亿日元，观影人数达排行榜第三名。截止首周结束时，累计观影人次达到32万，累计票房收入突破3.7亿日元。截至下映，最终票房达6.7亿日元。
根据ぴあ的调查结果，首日满意度以92.5排名第二，而影评服务Filmarks的首日满意度排名中，以4.13位居榜首。在SNS上也引发热议，被故事感动的粉丝们纷纷发表感想。

## 故事简介
光之美少女们在星空警察瑪麗·安的配合下，成功击退了劫掠者，但瑪麗·安试图逮捕尤妮，于是尤尼与普伦斯乘火箭逃跑。因此，暂时失去家的拉拉将留在了小光家。第二天，小光查看拉拉的糖盒时，发现了一个像软糖一样的东西，那是昨天战斗时坠落的流星雨中洒落的一颗星星，夹在了银河天使的头发里。后来变成了一种没见过的动物，星奈光由此将它称为“优玛”。
优玛不会说话，但拥有神秘的力量，按照光“我想去冲绳，爱莲娜和圆香正在那里修学旅行”的愿望，将光和拉拉带到了冲绳。在这个突如其来的假期里，优玛最初只与小光亲近，并不认同拉拉，但经过一些事件，也渐渐地开始与拉拉亲近。之后他们飞往了世界各地壮观而神奇的地方，如伊瓜苏瀑布、亚苏尔火山、纳斯卡线条和烏尤尼鹽沼。过程中他们发现优玛对歌曲有反应后，光和他的朋友通过歌曲与优玛建立了羁绊。
然而，事实上，优玛的真实身份是行星的种子“星露”。玛丽·安告诉她们，优玛必须回到太空成为一颗行星，但拉拉不希望她与刚刚成为朋友的优玛分开。与此同时，五名以优玛为目标的太空猎人出现了，光等光之美少女为了保护优玛免受伤害而奋战。但因感受到宇宙猎人的恶意和拉拉悲伤的情感，优玛开始迅速成长，情况陷入了十分可怕的境地。

## 登场人物

### 电视动画中已登场人物
星奈光／星空天使（Hoshina Hikaru／Cure Star）
配音：成瀨瑛美（日本）
一开始差点误食与软糖混在一起的优玛，虽然优玛对她很警惕，但很快就取得了优玛的信任。
羽衣拉拉／銀河天使（Hagoromo LaLa／Cure Milky）
配音：小原好美（日本）
在与劫掠侵袭者的战斗中将优玛卷入头发，后来在与优玛交流的同时加深了联系。
天宮愛蓮娜／太陽天使（Amamiya Erena／Cure Soleil）
配音：安野希世乃（日本）
和香久矢圆香一起去冲绳修学旅行时，遇到了被优玛带来的小光，并与他们一起寻找优玛。
香久矢圓香／月神天使（Kaguya Madoka／Cure Selene）
配音：小松未可子（日本）
和爱莲娜一起去冲绳参加修学旅行。
尤妮／宇宙天使（Yuni／Cure Cosmo）
配音：上坂堇（日本）
这是电影作品中的首次亮相。因被玛丽·安追捕而乘坐拉拉的火箭逃离，导致拉拉被迫在小光家住了一段时间。之后，与太空猎人的玛丽·安一起返回地球，并与其他人一起对战前来抢夺优玛的太空猎人。
芙娃（Fuwa）
配音：木野日菜（日本）
本片中，以电视动画后半部分的形象出现。公布之初，还在幼年期，随着电视动画剧情的发展，于8月31日发布的视觉图发生了变化。
普倫斯（Prunce）
配音：吉野裕行（日本）
本片中负责操控火箭以逃过玛丽·安对蓝猫的追捕。
人工智慧
配音：伊藤美紀（日本）
拉拉所乘坐火箭的人工智能。
天驕（Tenjou）
配音：遠藤綾（日本）
在开场战斗的中与劫掠者一起出现。被获得玛丽·安支援的光之美少女们击败。
劫掠者（Nottorei）
配音：下山吉光、田中健大（日本）
在开场的战斗中，被光之美少女们像往常一样打倒。

### 本作品中的原创人物
優瑪（UMA）
出现在小光和他的朋友们面前的神秘生物，由星奈光根据未確認動物（Unidentified Mysterious Animal的缩写）命名。故事开始的战斗中，他在流星雨中飞行，因粘在银河天使头发上而抵达地球。一开始，它的形状和大小与金平糖相似，但很快就变成了一种有耳朵、腿和尾巴的小动物。
会发出人类无法理解的电子叫声，没有眼睛、鼻子和嘴巴，很难进行交流，但脸部中央的绿色图案会根据情绪变化，可以在一定程度上表达自己的感受。似乎喜欢音乐，在商店里听八音盒时十分专注，拉拉唱歌时也会做出反应。有着瞬间传送的能力，并会回应小光的愿望，将她带到想去的地方。优玛失控形成一颗黑暗星球后，他们一同游览过的景色也在其中重现。平静下来后，以看起来像拉拉的女孩出现，并将拉拉的触手与她的触手相握而制成的星彩笔交给光之美少女。最后变回原来的模样，飞向了宇宙的另一端。
优马的声音时的是由剧中歌《Twinkle Stars》的作曲高木洋所配制的，导演田中裕太希望“用特雷門之类的电子声制作”，起初单独用合成器来制作但觉得很难表达感情，所以录制了高木洋自己的声音通过声码器处理，然后与合成器的声音进行混合来制作了优玛的声音。因此，在一部分场景中，实际上也被使用了高木的声音。
星露
优玛的真实身份，从生命末期爆炸的恒星中释放出来。起初和金平糖差不多大，但长大时，就会变成一颗行星。据说是宇宙中最珍贵的宝物，由此成为了宇宙中的星际猎人的目标。根据瑪麗·安的说法，会受到它遇到的人的强烈影响，因此有时会成长为一个危险的星球。本作后半部分中，受拉拉不想分开的感情与巴恩“和我们一样，占有的欲望是相同的”的邪恶想法影响，成长为一个巨大的黑暗星球，并快速膨胀到可以吞噬地球程度。在太阳天使、月神天使和宇宙天使的帮助下，星空天使和银河天使冲入行星，到达了星球的内部，他们打开了奇迹之光，通过演唱和《Twinkle Stars》，后来到来的三人也一起唱歌，最终使星露恢复了理智。
瑪麗·安（Mary Ann）
配音：知念里奈（日本）
长得像狗的星空警察，还是警部補。一直在为抓捕宇宙怪盗蓝猫而不懈奋斗。也有马虎的一面，事实上，她最初的使命是保护星露免受坏人的伤害，而她的“奇迹之光”也是寻找星露的探测器，并在与太空猎人的战斗中为星彩笔提供能量。
在电影上映前，出现在前一天的播出的TV动画第36集中，被任命为星空警察，以及与蓝猫的关系的发生，也是在该话中进行的。
上田剛彥
配音：上田剛彥（日本）
新闻节目的解说员。通过新闻节目向正在看电视的光和拉拉传递了关键消息。

### 太空猎人
本作的主要敌人是五个外星人。他们是连“星空警察”都感到棘手的人，由为了达到目的而不惜实施暴力的恶棍们构成。
太空猎人们之间并不都是朋友，他们根据拦截星空警察的无线电偶然获得的“星露（优玛）”的信息，之间互相争夺，获得掉落物之后拍卖以获得金钱。因此，试图消灭保护优玛的光之美少女。
在故事的最后，除了下面列出的空间猎人之外，还出现了许多太空猎人，但最后都被玛丽·安逮捕了。
巴恩（Burn）
配音：咲野俊介（日本）
尼特羅星（ニトロ星）的男性外星人。头发是由火焰组成的，有被火焰包裹的蓝色修长身体。
行为恶毒暴力，十分好战，想要夺取星露。另一方面，发生意外情况时，往往会陷入弱势状态。
在战斗中，使用火焰进行攻击，有一种模仿他人技能的能力。战斗力很高，除了可以通过其纤细的身体爆发瞬间强力攻击外，还会用头部撞击对手。但是，遇水会变弱。
作品中主要对战星空天使，被银河天使打败的哈伊多羅之水暴露后遭到削弱，之后身着十二星座礼服的星空天使将其打败。他有机会偷到了星露（优玛），但受其恶意影响，导致优玛暴走。
哈伊多羅（Hydro）
配音：石川由依（日本）
来自沃塔星（ウォーター星）的女性外星人。由水组成的浅蓝色身体。说话的语气类似于京都方言。
尽管他在太空猎手中看起来很平静，但实际上是一个冷酷无情的人物，为了抢夺星露而不择手段，倾向于追杀对手以实现目标。
使用水攻击，可以像潜水下一样潜入地下，快速攻击对手，也可以自由地改变身体的形状，例如把手臂变成一把刀，或者变身成一条巨大的鲨鱼。
主要与银河天使对抗，被穿着十二星座礼服的银河天使打败。
戴布（Dive）
配音：片桐仁（日本）
来自夏多星（シャドウ星）的男性外星人。有一只黑色的眼睛，上面缠着一块紫色的布。
性格阴郁无情，喜欢躲在阴影里，自称“阴影本身”，喜欢无情地伤害对手。当阴影因强光消失时，会失去冷静。
通过影子进行攻击，潜伏在阴影中与对手周旋，并伸展身体进行攻击。
作品中主要对战太阳天使，被穿着十二星座礼服的太阳天使的攻击吓到了，最后受到月神天使的攻击，并被加伊洛3號击败。
加伊洛3號（Gyro III）
配音：濱津隆之（日本）
来自梅卡星（メカ星）的机械外星人。它具有棕色和白色的机械式身体。
像机器一样，没有像人类的情感，只优先考虑效率，甚至为了实现自己的目标，不惜攻击其他太空猎人。
在战斗中，使用装在身体上的各种武器进行攻击，头部可以发射小型导弹，下半身能发射强大的光线。此外，也会利用自由伸展的双手将对手束缚起来，并在这种状态下用光线进行攻击。
主要与月神天使对战，但被穿着十二星座礼服的太阳天使的攻击所吓到，最后被月神天使打败。
喬普（Chop）
配音：駒木根隆介（日本）
来自伊安特星（ジャイアント星）的男性外星人。身形巨大，头上有一对天线，还有像棒球手套一样的大手。
性格暴躁、单细胞，抢星露的欲望非常强烈，为此甚至会攻击自己的飞船。
利用巨大的身体和像棒球手套一样的手进行攻击，頭部的一對天線可以釋放防護罩阻擋任何攻擊。
主要对战宇宙天使，因被穿着十二星座礼服的宇宙天使破坏了头部的天线而失去了战斗能力，最终被打败。

## 用语解释
奇迹♡星光（ミラクル♡スターライト）
这部作品的奇迹之光，发光部分是一个粉红色的圆圈，中间是一颗大星星，周围是红心和星星，主体是淡紫色，开关是黄色的星形。
最初归玛丽·安所有，用来搜索星露，包括优玛。不仅响应优玛的位置，还赋予光之美少女力量并通过应援将其变成12星座礼服，并且在最后阶段，由于优玛的力量对星空天使和银河天使的歌声做出反应，开始无限增殖。
12星座礼服（12星座ドレス）
在本作的强化形态（Super Precure）中，与黃道十二星座一一对应的服饰，在剧中受孩子们的支持而产生的形态变化。星空天使穿的是金牛座和双鱼座的衣服，银河天使穿的是狮子座和巨蟹座的衣服，太阳天使穿的是天秤座和天蝎座的衣服，月神天使穿的是摩羯座和人馬座的衣服，宇宙天使穿的是处女座、白羊座、双子座和水瓶座的衣服。
流星之歌（ながれぼしのうた）
这部作品的中关键的歌曲，使用了之后的插入曲《Twinkle Stars》开头的一段，剧中的被当作童谣，光小时候听母亲星奈辉美唱过。
在冲绳的纪念品商店，优玛对这演奏首歌的八音盒很感兴趣，知道这一点的拉拉通过哼唱这首曲子来安抚优玛的情绪，光也一同哼唱，与优玛互相交换心意。
故事的最后，优玛逃跑并变成了一个巨大的黑暗星球，拉拉在星球最深处唱歌，优玛也对此做出反应。

## 制作团队
- 原作：东堂泉[30]
- 漫画：上北雙子（講談社「Nakayoshi」連載）
- 企划：村瀬亜季、田中昴
- 导演：田中裕太[30]
- 剧本：田中仁[30]
- 角色设计：高橋晃、[30]
- 总作画监督：[30]
- 作画监督：松浦仁美、中谷由纪子[30]
- 美术监督：今井美纪[30]
- CG导演：大曽根悠介[30]
- 色彩设计：竹泽聪[30]
- 音乐：林友树、橘麻美（日语：橘麻美）[30]
- 制作人：澤守洸、井桁啓介[30]
- 动画制作：东映动画
- 制作：电影Star☆Twinkle 光之美少女制作委员会（东映动画、东映、 ABC动画、万代、 ADK Emotions 、 Marvelous 、木下集团）[30]

## 主题曲
片头曲
作词、作曲：藤本纪子（Nostalgic Orchestra），编曲：福富雅之（Nostalgic Orchestra），演唱：北川理惠
主题曲（片尾曲/插入曲）“Twinkle Stars”
作词：大森祥子，作曲、编曲：高木洋
片尾曲版本演唱：知念里奈
插入曲版本演唱：星空天使（CV.成瀨瑛美）、銀河天使（CV.小原好美）、太陽天使（CV.安野希世乃）、月神天使（CV.小松未可子）、宇宙天使（CV.上坂堇），编舞：石川由佳（emoTION）
插入曲版本还作为电影上映时电视动画第35至38集的片尾曲。
插入曲
作詞：大森祥子，作曲、編曲：高木洋，主唱：星空天使（CV.成瀨瑛美）、銀河天使（CV.小原好美）
是根据“Twinkle Stars”中的一段进行改编的，在剧中被星奈光（星空天使）和拉拉（银河天使）演唱。
插入曲
作词、作曲、编曲：吉武千颯，演唱：吉武千飒